# Slashers
Slashers (pisownia alternat. $LA$HER$) – kanadyjski horror filmowy, którego produkcja została ukończona w 1999 roku w reżyserii Maurice’a Devereaux (odpowiedzialnego także za scenariusz i montaż). Zrealizowany niskim budżetem (165 tys. USD), film był edytowany własnymi środkami – z uwagi na wyczerpanie się funduszy – przez samego reżysera na jego komputerach w domu, co zajęło prawie 2 lata.
Jest to kontrowersyjny slasher; poszczególne z wątków przedstawionych w filmie traktują m.in. o: lesbianizmie, gwałcie, kastracji. Film jest także satyrą na programy typu reality show.
Projekt wydano na rynku DVD/video w 2001 r.

## Opis fabuły
W Japonii organizowana jest kolejna edycja obrazoburczego programu typu reality show, tym razem jego bohaterami ma zostać grupka sześciorga młodych Amerykanów, wyłonionych spośród tysięcy kandydatów. Każdy z zamkniętych w studio nagraniowym szczęśliwców ma szansę na wygranie miliona dolarów − na tym jednak podobieństwa do typowego reality show się kończą. Zasady, które obowiązują w programie Slashers są bowiem zatrważające: mianowicie, nie ma żadnych zasad. Amatorzy szybkiego zarobku mają za zadanie ujść z życiem trójce uzbrojonych mężczyzn, których twarze kryją groteskowe maski; tym z kolei zlecono wymordowanie uczestników niecodziennego przedsięwzięcia.

## Obsada
| - Sarah Joslyn Crowder − Megan Lowry - Tony Curtis Blondell − Devon White - Kieran Keller − Michael Gibbons - Jerry Sprio − Rick Fisher - Carolina Pla − Rebecca Galley - Sofia de Medeiros − Brenda Thompson - Claudine Shiraishi − Miho Taguchi - Christopher Piggins − Doctor Ripper - Neil Napier − Chainsaw Charlie/Kaznodzieja | - Takaaki Honda − prezenter/Hideo - Koichi Yano − technik - Erik Rutherford − Steve Taylor - Shigeru Fugita − DJ Slash - Li Li − cheerleaderka - Sylvia Louis − cheerleaderka - Linh-Han Nguyen − cheerleaderka - Mabel Palomino − cheerleaderka - Akemi Yamagishi − cheerleaderka |